# Ibrahima Thioub
Ibrahima Thioub, né le 18 juin 1955 à Malicounda, dans l'ouest sénégalais, est un historien et universitaire sénégalais, professeur à l'université Cheikh Anta Diop (UCAD) de Dakar.

## Parcours universitaire
En 1989, il soutient une thèse doctorale, intitulée Entreprises, entrepreneurs et État dans une économie dépendante : domination étrangère et marginalisation des autochtones (Dakar-Sénégal), 1930-1973 sous la direction de Catherine Coquery-Vidrovitch, à l'université Paris 7.
Il est professeur d'histoire à l'université Cheikh Anta Diop où il a occupé le poste de recteur de 2014 à 2020. Avant cela, il a été chercheur associé à l’Institut d’études avancées de Nantes en 2014-2015 .
Ses travaux et son enseignement portent principalement sur l’historiographie africaine, notamment les systèmes de domination et leurs idéologies, les esclavages et les traites négrières qu'il envisage dans une perspective plurielle, à la fois économique, sociale, culturelle et juridique. Dans un projet récent (2010), il s'intéresse au « facteur chromatique à l’œuvre dans la construction identitaire » en Afrique, ainsi qu'aux « parcours politiques, académiques », aux « circulations, lieux d’apprentissages et de sociabilités intellectuelles, lieux d’expériences personnelles », tels qu'ils sont envisagés dans les écrits d'auteurs panafricains, notamment Marcus Garvey, Anténor Firmin et William Edward Burghardt «W.E.B» Du Bois.

## Responsabilités scientifiques
Il a été directeur de l’Institut interdisciplinaire virtuel des hautes études sur les esclavages et les traites (IVHEET) (2007). Il a fondé le Centre africain de recherches sur les traites et les esclavages (CARTE) du département d'histoire de l'université Cheikh Anta Diop.
Il est docteur honoris causa de l'université de Nantes (2012) de Sciences Po et de l'Université Bordeaux Montaigne (2020).
Il a dirigé en 1999 un numéro de la Revue d’Histoire d’outre-mer, intitulé « Pour l’histoire du contrôle social dans les mondes coloniaux ». Il participe au colloque international « Exposer l'esclavage », organisé par le Comité pour la mémoire et l'histoire de l'esclavage (CPMHE) et le musée du quai Branly en 2011.

## Sélection de publications
- « L'École de Dakar et la production d'une écriture académique de l'histoire », dans Momar-Coumba Diop (dir.), Le Sénégal contemporain, Karthala, Paris, 2002, p. 109-154  (ISBN 2-84586-236-9)
- « Circulation des armes à feu et diplomatie en Afrique de l’Ouest à l’époque coloniale », in Cahiers Histoire et Civilisation, no 2, 2005.
- « Regard critique sur les lectures africaines de l’esclavage et de la traite atlantique critique », in Issiaka & Stéfanson (Blandine) (dir.), Les Historiens africains et la mondialisation. Actes du 3e congrès international des historiens africains, Bamako 2001, Karthala, Paris, 2005  (ISBN 9782811139629)
- « Savoirs interdits en contexte colonial : la politique culturelle de la France en Afrique de l’Ouest », in Chantal Chanson-Jabeur et Odile Goerg (dir.), « , L'Harmattan, 2005, 477 p.  (ISBN 2-7475-9555-2)
- (sous la dir. de), Patrimoine et sources historiques en Afrique, Université Cheikh Anta Diop, Dakar ; Union académique internationale Fontes Historiae Africanae, Oxford, 2007, 178 p.  (ISBN 978-92-990020-7-0) recension en ligne, Odile Goerg, Cahiers d’études africaines, 192, 2008.
- « L'école historique de Dakar : courants et débats » in Jean-Pierre Chrétien, Pierre Boilley et Achille Mbembe (dir.), L'Afrique de Sarkozy : un déni d'histoire, Karthala, 2008, p. 167-177  (ISBN 9782811100049)
- « L’esclavage et les traites en Afrique occidentale : entre mémoires et histoires », in Adame Ba Konaré (et al.), Petit précis de remise à niveau sur l’histoire africaine à l’usage du président Sarkozy, La Découverte, Paris, 2008  (ISBN 978-2707158710)
- « Les Libano-Syriens en Afrique de l’Ouest. De la fin du XIXe siècle à nos jours », in Annales de la FLSH, numéro spécial 2009 (Mélanges offerts à Mbaye Guèye).
- « L’esclavage à Saint-Louis du Sénégal au XVIIIe – XIXe siècle », in Jahrbuch 2008/2009, Wissenschaftskolleg zu Berlin, 2010, p. 334-356.
- « Exposer les voix d'esclaves : une mémoire confisquée », Africultures, mars 2013,  (ISBN 978-2-336-00035-0).
- Traite atlantique des esclaves et transformations des cultures africaines, Fondation Calouste-Gulbenkian-Délégation en France, Paris, 2014, 67 p.  (ISBN 978-972-8462-71-0) (conférence de 2012)
- Les Routes de l'esclavage, série documentaire (2018) : conseiller historique[12]